# Мані (міфологія)
Мані — у скандинавській міфології, бог місяця та син Мундільфарі і Ґлаур. Мані тягне місяць по небу кожної ночі, його переслідує вовк Хаті. Місячні затемнення трапляються коли Гаті наближається до Мані намагаючись схопити того.